# بولا (حلوية)
بولا (Pulla) سويت رول فنلندي قليل الحلاوة أو خبز محلى الفنلندية بنكهة بمسحوق بذور الهال وأحيانا الزبيب أو اللوز شرائح. يتم تشكيل أرغفة جديلة تسمى بتكو (pitko) من ثلاثة خطوط عجين أو أكثر مظفورة. يمكن تشكيل الضفائر أيضاً على شكل حلقة. تطلى هذه الخيوط مضفورة أو الحلقات عادة بالزبدة المذابة ثم تـُرش بالسكر الأبيض أو اللوز. هناك أنواع بولا أخرى تشمل دائرية صغيرة تشبه الكعكات الإنجليزية ولكن مع تزيينها بالسكر والزبدة، وفائف قرفة كبيرة تسمى كورفابوستي (korvapuusti). عادة ما يكون للمظهر الخارجي سطح بني أملس لماع، تشكل بدهنه ببياض البيض والحليب أو خليط من السكر والقهوة المخمرة.
عادة تقدم البتكو عل شكل شرائح رقيقة مع القهوة أو في مناسبات خاصة، وتـُقدم البولا العادية الصغيرة كاملة. إن تقديم بولا مع القهوة هو أمر شائع جداً في فنلندا.
بولا شائع أيضا في شبه جزيرة ميشيغان العليا وفي أونتاريو الشمالية، المناطق التي بها جالية الفنلندية الكبيرة في الولايات المتحدة وكندا. هنالك أيضاً المعروف باسم نيسو (nisu)، وهي كلمة فنلندية قديمة لا تزال تستخدم بنفس المعنى في بعض اللهجات، رغم أنها في الأصل تعني ببساطة «القمح».